# Heinz Dubois
Heinz Dubois (* 6. August 1914 in Schwirgsten, Kreis Darkehmen, Ostpreußen; † 30. Mai 1966 in Wismar) war ein deutscher Maler.

## Leben
Heinz Dubois wurde 1914 in Schwirgsten in Ostpreußen, dem heutigen Schmatowka im russischen Oblast Kaliningrad, geboren. Nach Besuch der Volksschule absolvierte er von 1929 bis 1932 eine Musikerausbildung für Tuba, Geige und Streichbass an einer Stadtpfeife in Insterburg. Bis 1943 war er als freiberuflicher Musiker wie auch in der Militärkapelle von Königsberg (Pr.) tätig.
In den Jahren 1941 und 1942 studierte er als Gastschüler an der Akademie der Künste in Königsberg bei Eduard Bischoff. Ab 1943 war er als Soldat im Zweiten Weltkrieg, zunächst als Musiker und ab 1944 in Italien als Frontzeichner. 1945 aus amerikanischer Kriegsgefangenschaft nach Deutschland zurückgekehrt, kam Dubois nach Schwerin und nahm dort seinen Wohnsitz. Schon in dieser Zeit entstand eine Freundschaft zu dem Schweriner Maler Carl Hinrichs wie später auch zu Erich Venzmer.
1946 wurde Heinz Dubois als Kandidat in den Kulturbund zur demokratischen Erneuerung Deutschlands (Kunstschaffender, Sektion Bildende Kunst), den späteren Verband Bildender Künstler der DDR (VBK), aufgenommen. Mit einem Stipendiat des Kulturbundes konnte er bis 1949 an der Universität in Greifswald Malerei und Wandmalerei studieren. Ab 1949 wurde er als Dozent für Malerei an der Gestaltende Technik – Arbeitsschule für Güte und Form, der späteren Fachschule für angewandte Kunst in Wismar bestätigt, diese Funktion übte er bis 1952 aus. 1951 wurde er beim VBK als Mitglied aufgenommen. Mit dem Einverständnis der Staatlichen Kommission für Kunstangelegenheiten Berlin absolvierte Dubois parallel zu seiner Dozententätigkeit von 1951 bis 1953 eine Weiterbildung an der Deutschen Akademie der Künste in Berlin als Meisterschüler Max Lingners. Eine Studienreise führte ihn 1953 nach Bulgarien.
Nach 1953 war Dubois als freischaffender Maler in Schwerin tätig. 1961 übersiedelte er nach Hoben, heute ein Stadtteil von Wismar. Seine Motive waren hauptsächlich Landschaften, Stillleben, Genrebilder und Porträts, es entstanden aber auch Wandgestaltungen (Sgraffito) und großformatige Szenen aus der Landwirtschaft und Industrie. Diese Motive fand er im Schweriner Umland, an der Ostsee auf dem Fischland oder an der Wismarer Bucht in der Nähe seines Wohnortes. Für sein Schaffen bediente er sich verschiedenster Techniken wie Öl, Pastell, Tempera, Aquarell oder Mischtechnik. Viele dieser Werke wurden als Auftragswerke von Betrieben und Institutionen zur Ausgestaltung von Gebäuden oder etwa Schiffen der Mathias-Thesen-Werft Wismar realisiert. Für die Werft hatte er bereits ab 1961 über Werk- und Arbeitsvereinbarungen verschiedene künstlerische Tätigkeiten ausgeführt. Dubois wurde 1957 für sein Werk „Bodenreform“ mit dem Fritz-Reuter-Kunstpreis des Rates des Bezirkes Schwerin und 1964 für „Erntehelfer“ mit der Verdienstmedaille der DDR geehrt. Heinz Dubois verstarb 1966 in Wismar in seinem 52. Lebensjahr.

## Werke (Auswahl)
- Aufziehendes Gewitter, 1947 (Abbildung)[2]
- Ziegelei in Lankow, 1948
- Lesender Junge, Ölgemälde (1949 auf der 2. Deutschen Kunstausstellung)[3]
- Bodenreform, Ölgemälde, 1957 (1958 auf der VIII. Kunstausstellung der DDR)[3]
- Blick auf Pflegeheim Schelfwerder, 1958
- Ehemalige Gutsarbeiter, 1958
- Maschinenpflege auf der MTS, 1960
- Erntezeit, 1960
- Erntehelfer, 1960
- MTS-Stützpunkt, 1960
- Blumen, 1960
- Porträt Iwan Franko, 1963
- Porträt Paul Strauß, 1965

## Ausstellungen (Auswahl)

### Einzelausstellungen
- 1957: Schwerin, Staatliches Museum (Heinz Dubois, Carl Hinrichs: Gemälde, Aquarelle, Zeichnungen)
- 1962/63: Stralsund, Kulturhistorisches Museum (Tom Beyer (Stralsund), Heinz Dubois (Wismar), Franz Höhne (Barth). Gemälde, Aquarelle)
- 1964: Rostock, Museum Rostock (Mensch und Landschaft – Gemälde und Grafiken von Heinz Dubois. Anlässlich des 50. Geburtstages.)
- 1975/76: Schwerin, Staatliches Museum (Heinz Dubois – Malerei und Grafik)
- 2014: Güstrow, Schloss (Hierzulande: Malerei aus dem Norden der DDR. Anlässlich des 100. Geburtstages)
- 2014: Schwaan, Kunstmuseum Schwaan (Anlässlich des 100. Geburtstages)[4][5]

### Ausstellungsbeteiligungen
- 1945: Schwerin, Landesmuseum („Jahresschau 1945 der Kunstschaffenden aus Mecklenburg-Vorpommern“)[6]
- 1949, 1958/1959, 1962/1963 und 1967/1968: Dresden, Deutsche Kunstausstellung
- 1951: Berlin, Museumsbau am Kupfergraben („Künstler schaffen für den Frieden“)
- 1955, 1956: Berlin, Jahresausstellungen der Deutschen Akademie der Künste
- 1956: Rostock („Norddeutsche Künstler stellen aus“)
- 1957: Schwerin, Staatliches Museum („Künstler schaffen für das Dorf“)